# 鄭克明

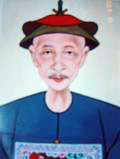
郑克明

鄭克明（1856年—1913年），號省庵，福建省汀州府長汀縣人。晚清官員、教育家、詩人。

## 生平
鄭克明於光緒十五年（1889年）考中己丑科三甲進士，同年五月，授内阁中书。後回鄉，曾任汀郡中學堂（今長汀一中前身）監督、長汀縣議事會議長。

## 著作
鄭克明爲人耿直磊落，淡泊名利。工詩，著作《省庵诗抄》僅《扪襟集》一部分保留至今，其餘部份皆失傳。